# Aviärt infektiöst bronkitvirus
Aviärt infektiöst bronkitvirus (engelska: Avian infectious bronchitis virus - förkortat IBV) är ett coronavirus som smittar tamhöns och orsakar sjukdomen infektiös bronkit hos fjäderfä (IB). Det är en mycket smittsam luftburen infektionssjukdom som påverkar luftvägarna, matsmältningskanalen, njurar och fortplantningssystemet hos hönsfåglar. Symtom hos värphöns är främst sänkt äggproduktion och skalförändringar.
Det finns studier som visar att IBV kan smitta andra fåglar. IB påverkar både kött- och äggproduktion och kan orsaka stora ekonomiska förluster inom fjäderfäindustrin. Det finns vaccin mot IBV.